# قائمة الحيوانات الثديية في هولندا
هذه قائمة فصائل الثدييات المسجلة في هولندا. وهناك 77 نوعاً من الثدييات في هولندا، لا يوجد فصيلة مهددة بالانقراض، فصيلتان معرضتان للخطر، 8 مقتربة من التهديد، و3 مهددة .
والاختصارات التالية توضح حالة الفصيلة من حيث الانقراض التي يقيمها الاتحاد الدولي لحفظ الطبيعة:
| EX | انقراض                      | لا يوجد شك في أن آخر فرد في هذه الفصيلة انقرض.                           |
| EW | انقرضت في البرية            | تعرف فقط في الأسر أو في حدائق الحيوانات ولم تعد موجودة في مجالها السابق. |
| CR | شديدة التهديد بالانقراض     | الفصيلة في خطر عظيم من الانقراض في البرية.                               |
| EN | مهددة بالانقراض             | الفصيلة مهددة بالإنقراض في البرية.                                       |
| VU | ضعيفة                       | الفصيلة تواجه مخاطرة بالانقراض.                                          |
| NT | مقتربة من التهديد بالانقراض | الفصيلة لا تواجه خطراً حالياً لكنها قد تواجهه في المستقبل.                 |
| LC | قلق قليل                    | لا يوجد تهديد بالانقراض.                                                 |
| DD | قصور في البيانات            | لا يوجد بيانات كافية لتقييم حالة الخطر                                   |

## رتبة فرعية:وحشيات

### رتبة تحتية:وحشيات حقيقية

#### رتبةالقوارض

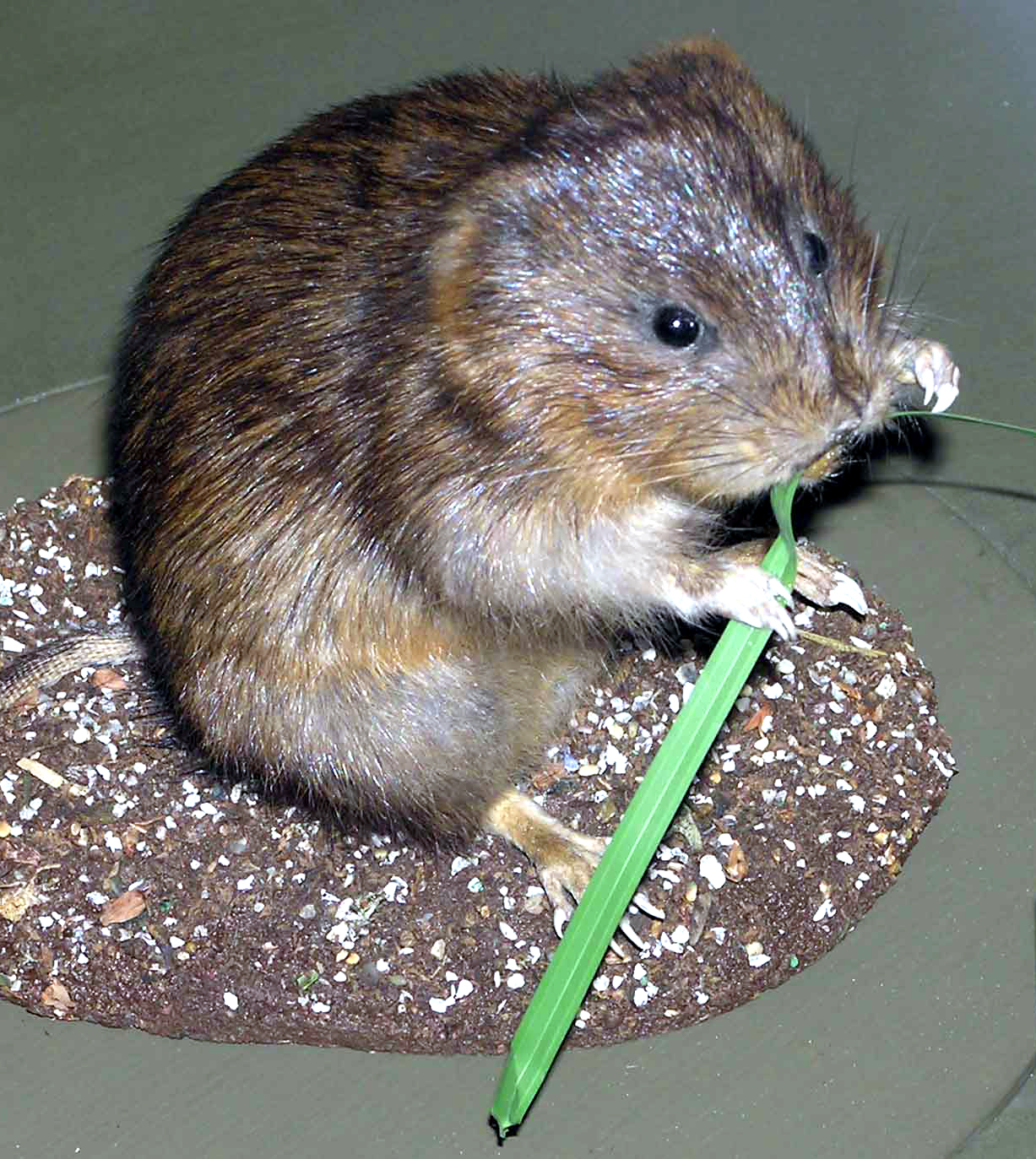
فأر حقل مائي

القوارض تشكل أكبر صف من الثدييات، مع أكثر من 40 في المئة من أنواع الثدييات. لديها اثنين من القواطع الصورة في الفكين العلوي والسفلي التي تنمو باستمرار ويجب أن تبقى قصيرة بسبب القضم. معظم القوارض صغيرة على الرغم من أن خنزير الماء يمكن أن يصل وزنه إلى 45 على & nbsp؛ كجم (100 على & nbsp؛ رطل).
- رتيبة سنجابيات الفك
  - الفصيلة: قندسية
    -       - الجنس: قندس
        - قندس أوراسي Castor fiber LC

  - الفصيلة: سنجابيات (squirrels)
    - الفصيلة الفرعية: سنجاباوات
      - القبيلة: Sciurini
        - الجنس: سنجاب
          - سنجاب أحمر Sciurus vulgaris LC

  - الفصيلة: زغبات (dormice)
    - الفصيلة الفرعية: أزغاب عملاقة
      - الجنس: زغبة الحدائق
        - زغبة بلوطية Eliomys quercinus NT

      - الجنس: زغبة شائعة
        - زغبة كستنائية Muscardinus avellanarius LC

  - الفصيلة: قداديات
    - الفصيلة فرعية: أقداد
      - الجنس: قداد شائع
        - قداد منتشر Cricetus cricetus LC

    - الفصيلة فرعية: أرفيكولاوات
      - الجنس: ساكن الحقل
        - فأر الماء Arvicola amphibius LC
        - Montane Water Vole Arvicola scherman LC

      - الجنس: Clethrionomys
        - Bank Vole Myodes glareolus LC

      - الجنس: عكبر
        - Field Vole Microtus agrestis LC
        - عكبر حقلي Microtus arvalis LC
        - عكبر الجذور Microtus oeconomus arenicola LC
        - European Pine Vole Microtus فرعيterraneus LC

  - الفصيلة: فأرية (فأر صغير، فأر كبير، فئران الحقل، جرابيع، هامستر، إلخ.)
    - الفصيلة الفرعية: فئران
      - الجنس: دثيمة
        - Yellow-necked Mouse Apodemus flavicollis LC
        - فأر الخشب Apodemus sylvaticus LC

      - الجنس: زبانة
        - فأر الحصاد الأوروآسيوي Micromys minutus LC

      - الجنس: فأر
        - فأر المنازل Mus musculus LC

      - الجنس: جرذ
        - جرذ بني Rattus norvegicus LC
        - جرذ أسود Rattus rattus LC

#### صف:أرنبيات الشكل

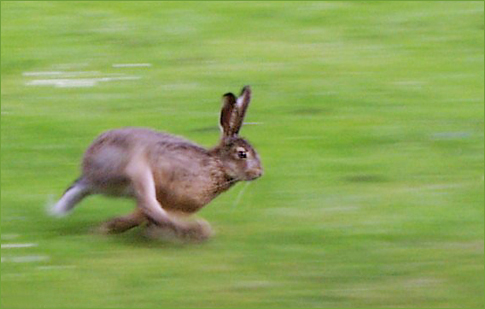
قواع أوروبي

تضم رتبة أرنبيات الشكل فصيلتين، أرانب (قواع وأرنب)، وOchotonidae (بيكا). ورغم من أنها يمكن أن تشبه قوارض، وقد تصنف على أنها رتيبة في هذا الصف حتى أوائل القرن العشرين، إلا اعتبرت من وقتها صفاً منفصلاً. وهي تختلف عن القوارض في عدد من الخصائص الفيزيائية، مثل وجود أربعة قواطع في الفك العلوي بدلا من اثنين.
- الفصيلة: أرانب (أرنب، قواع)
  - الجنس: أرنب أوروبي
    - أرنب أوروبي Oryctolagus cuniculus NT

  - الجنس: قواع
    - قواع أوروبي Lepus europaeus LC

#### صف:قنفذيات(hedgehogs and gymnures)

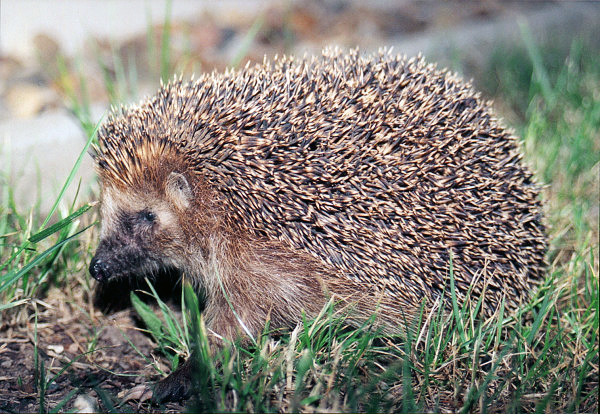
قنفذ أوروبي

صف Erinaceomorpha يحوي فصيلة واحدة، القنفذيات، والتي تتكون من قنافذ وقنافذ مشعرة. ويسهل التعرف على القنافذ بسهولة عن طريق العمود الفقري في حين gymnures تبدو أكثر مثل الفئران الكبيرة.
- الفصيلة: قنفذيات (hedgehogs)
  - الفصيلة الفرعية: قنفذ
    - الجنس: قنفذ بري
      - قنفذ أوروبي Erinaceus europaeus LC

#### صف:زباببات الشكل(زبابات، طوبينات، مشقوقات الأسنان)
«زباببات الشكل» هي ثدييات آكلة للحشرات. الزبابة ومشقوقات الأسنان تشبه الفئران، في حين أن الطوابين هي حفارة الجحور بدينة جسدياً.
- الفصيلة: زبابات (زبابة)
  - الفصيلة الفرعية: قرضاميات
    - الجنس: قرضامة
      - Bicolored Shrew Crocidura leucodon LC
      - Greater White-toothed Shrew Crocidura russula LC

  - الفصيلة الفرعية: زباباوات
    - القبيلة: زباباوات العالم القديم المائية
      - الجنس: Neomys
        - Eurasian Water Shrew Neomys fodiens LC

    - القبيلة: زبابة
      - الجنس: زبابة
        - زبابة مألوفة Sorex araneus LC
        - زبابة مكللة Sorex coronatus LC
        - زبابة أوراسية قزمة Sorex minutus LC
- الفصيلة: طوبينيات
  - الفصيلة الفرعية: طوبينيات العالم القديم
    - القبيلة: Talpini
      - الجنس: طوبين
        - الطوبين الأوروبي Talpa europaea LC

#### صف:خفافيش

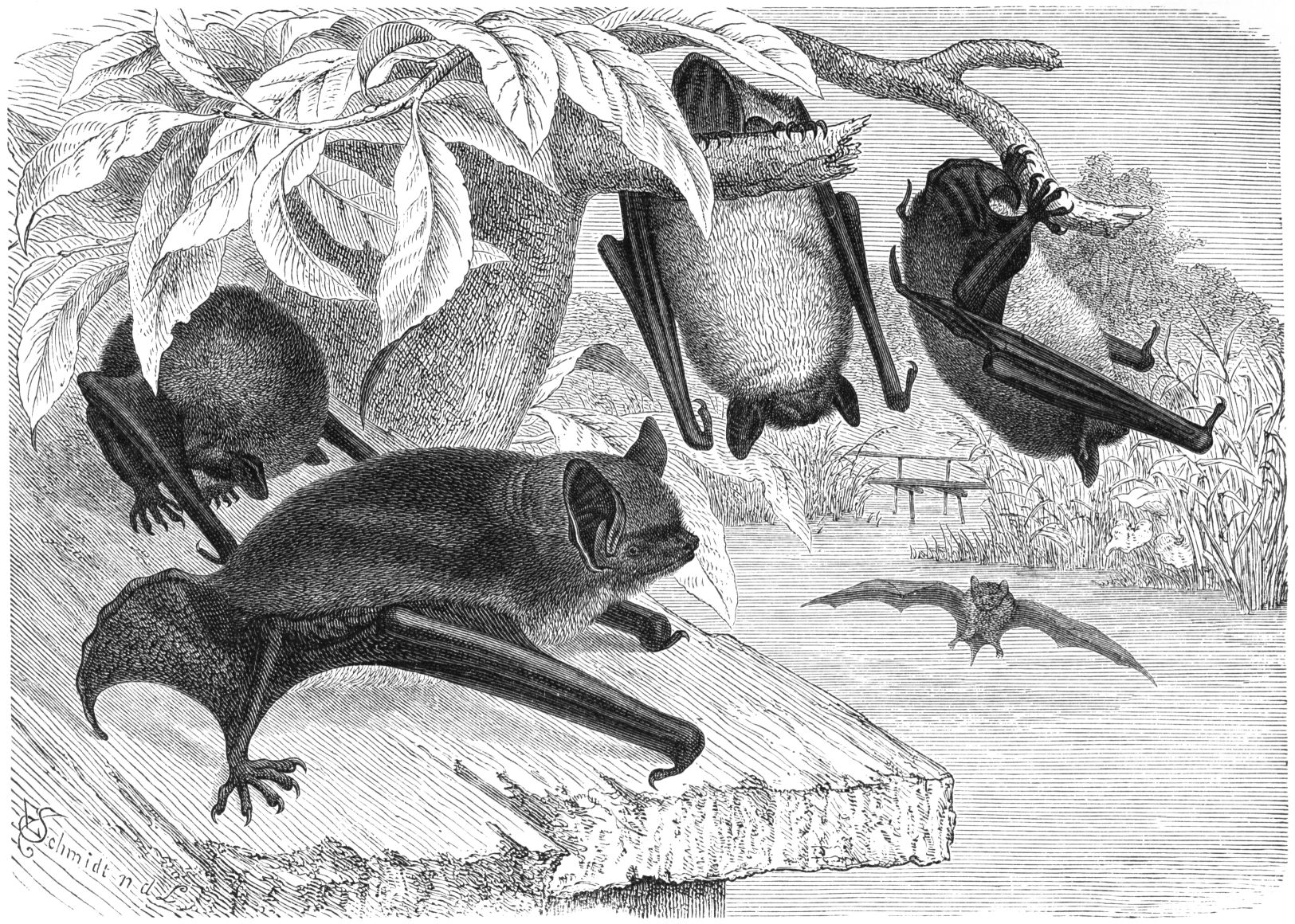
Daubenton's bat

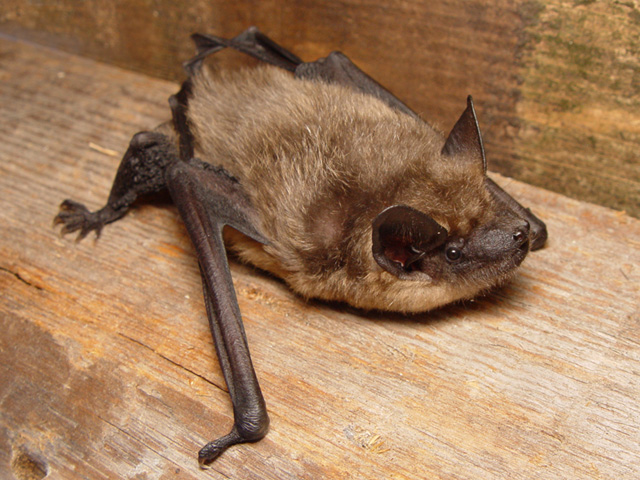
Serotine bat

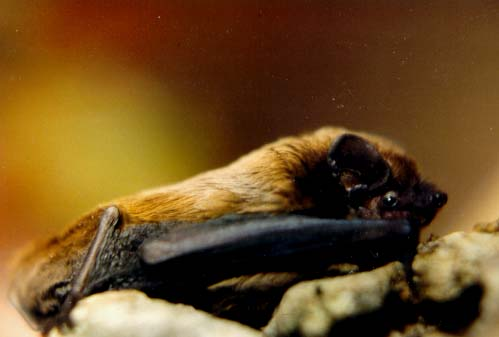
Lesser Noctule

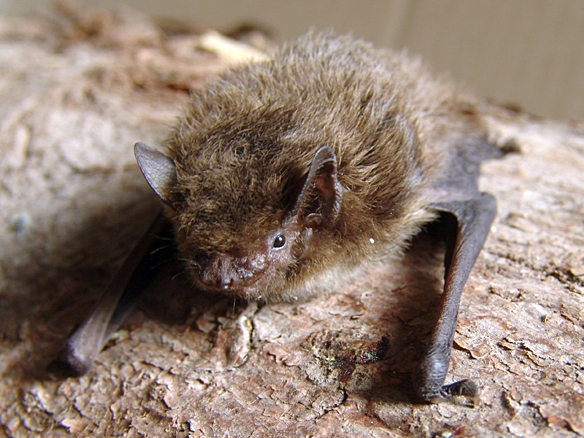
Nathusius' Pipistrelle

أبرز ما يميز الخفافيش هو أن أطرافها الأمامية تحورت إلى أجنحة، مما يجعلها الثدييات الوحيدة في العالم القادرة على الطيران. وتمثل أنواع الخفافيش حوالي 20٪ من الثدييات.
- الفصيلة: خفافيش الليل
  - الفصيلة الفرعية: خفافيش الليل
    - الجنس: Myotis
      - Bechstein's Bat Myotis bechsteinii NT
      - Brandt's Bat Myotis brandtii LC
      - Pond Bat Myotis dasycneme NT
      - Daubenton's bat Myotis daubentonii LC
      - Geoffroy's Bat Myotis emarginatus LC
      - Greater Mouse-eared Bat Myotis myotis LC
      - Whiskered bat Myotis mystacinus LC
      - خفاش ناتوري  [لغات أخرى]‏ Myotis nattereri LC

  - الفصيلة الفرعية: Vespertilioninae
    - الجنس: سحاة
      - سحاة Barbastella barbastellus NT

    - الجنس: Eptesicus
      - Northern Bat Eptesicus nilssonii LC
      - Serotine bat Eptesicus serotinus LC

    - الجنس: Nyctalus
      - Lesser Noctule Nyctalus leisleri LC
      - Common Noctule Nyctalus noctula LC

    - الجنس: Pipistrellus
      - Nathusius' Pipistrelle Pipistrellus nathusii LC
      - Common Pipistrelle Pipistrellus pipistrellus LC
      - Soprano Pipistrelle Pipistrellus pygmaeus LC

    - الجنس: طمروق
      - طمروق مبذول Plecotus auritus LC
      - طمروق رمادي Plecotus austriacus LC

    - الجنس: Vespertilio
      - Parti-coloured bat Vespertilio murinus LC
- الفصيلة: خفاش حدوة الفرس
  - الفصيلة الفرعية: خفاش حدوة الفرس
    - الجنس: خفاش حدوة الفرس
      - خفاش الحذوة الكبير Rhinolophus ferrumequinum LC
      - خفاش الحذوة الصغير Rhinolophus hipposideros LC

#### صف:حيتانيات(whales)

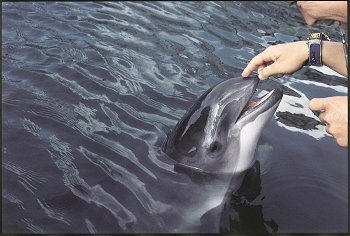
خنزير البحر المألوف

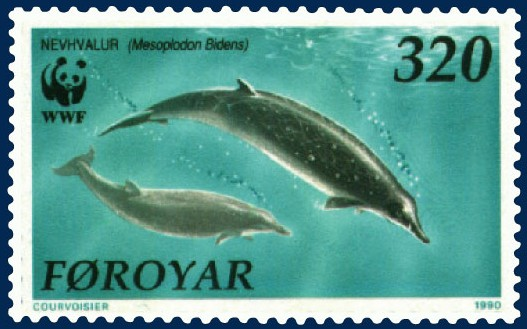
الحوت المنقاري لساوربي

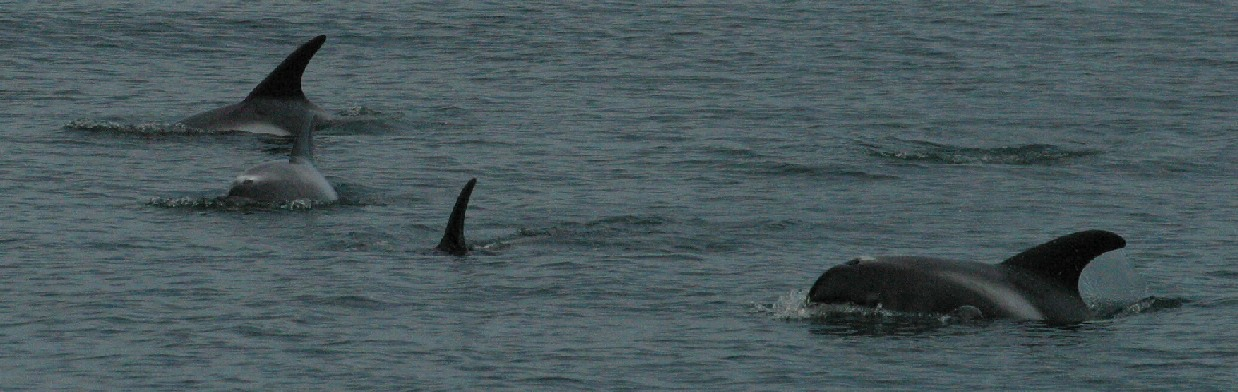
دلفين أبيض المنقار

يشمل صف الحيتان الحيتان، الدخس وخنزير البحر. وه أكثر الثدييات [التكيف المائية [| تكيفاً للماء]] مع هيئة مغزلية الشكل خالية من الشعر، وتحميها طبقة سميكة من الدهن، والأطراف الأمامية والذيل مهيئة لتوفير الدفع تحت الماء.
- صف فرعي: حوت باليني
  - الفصيلة: حوت البالين
    - الجنس: حوت حقيقي
      - حوت شمال الأطلسي الصائب Eubalaena glacialis EN

  - الفصيلة: هراكلة
    - الفصيلة الفرعية: هراكلة
      - الجنس: هركول
        - حوت المنك Balaenoptera acutorostrata LC
        - حوت ساي Balaenoptera borealis EN
        - حوت زعنفي Balaenoptera physalus EN

      - الجنس: جمل البحر
        - جمل البحر Megaptera novaeangliae LC

  - الفصيلة: حيتان رمادية
    - الجنس: حوت رمادي
      - حوت رمادي Eschrichtius robustus LC
- صف فرعي: حيتان مسننة
  - فوق الفصيلة: دلفين نهري
    - الفصيلة: حيتان بيضاء
      - الجنس: حريش البحر
        - حريش البحر Monodon monoceros NT

      - الجنس: حوت أبيض
        - حوت أبيض Delphinapterus leucas NT

    - الفصيلة: خنزير البحر
      - الجنس: خنزير البحر
        - خنزير البحر المألوف Phocoena phocoena LC

    - الفصيلة: حيتان العنبر
      - الجنس: حوت العنبر
        - حوت العنبر Physeter macrocephalus VU

    - الفصيلة: حوت قزم
      - الجنس: كوغية
        - حوت العنبر القزمي Kogia breviceps DD

    - الفصيلة: حوت منقاري
      - الفصيلة الفرعية: حيتان منقارية
        - الجنس: حيتان قارورية الأنف
          - حيتان قارورية الأنف Hyperoodon ampullatus DD

        - الجنس: حيتان مركزية الأسنان
          - الحوت المنقاري لساوربي Mesoplodon bidens DD
          - الحوت المنقاري لبلينفيل Mesoplodon densirostris DD
          - الحوت المنقاري لغراي Mesoplodon grayi DD

      - الفصيلة الفرعية: حوت منقاري
        - الجنس: حوت كوفييه ذو المنقار
          - حوت كوفييه ذو المنقار Ziphius cavirostris LC

    - الفصيلة: دلفين محيطي (marine dolphins)
      - الجنس: دلفين قاروري الأنف
        - دلفين قاروري الأنف Tursiops truncatus LC

      - الجنس: دلفين منقط
        - دلفين أزرق أبيض Stenella coeruleoalba LC

      - الجنس: الدلفين (كوكبة)
        - دلفين شائع Delphinus delphis LC

      - الجنس: دلفين قاروري الخطم
        - دلفين أطلسي أبيض الجنب Lagenorhynchus acutus LC
        - دلفين أبيض المنقار Lagenorhynchus albirostris LC

      - الجنس: دلفين ريسو
        - دلفين ريسو Grampus griseus LC

      - الجنس: الحوت الطيار
        - الحوت الطيار Globicephala melas DD

      - الجنس: حوت قاتل
        - حوت قاتل Orcinus orca DD

#### صف:لواحم(carnivorans)

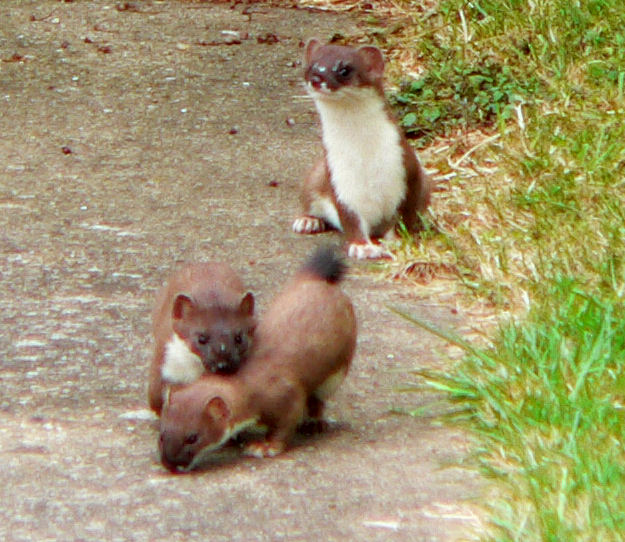
قاقم

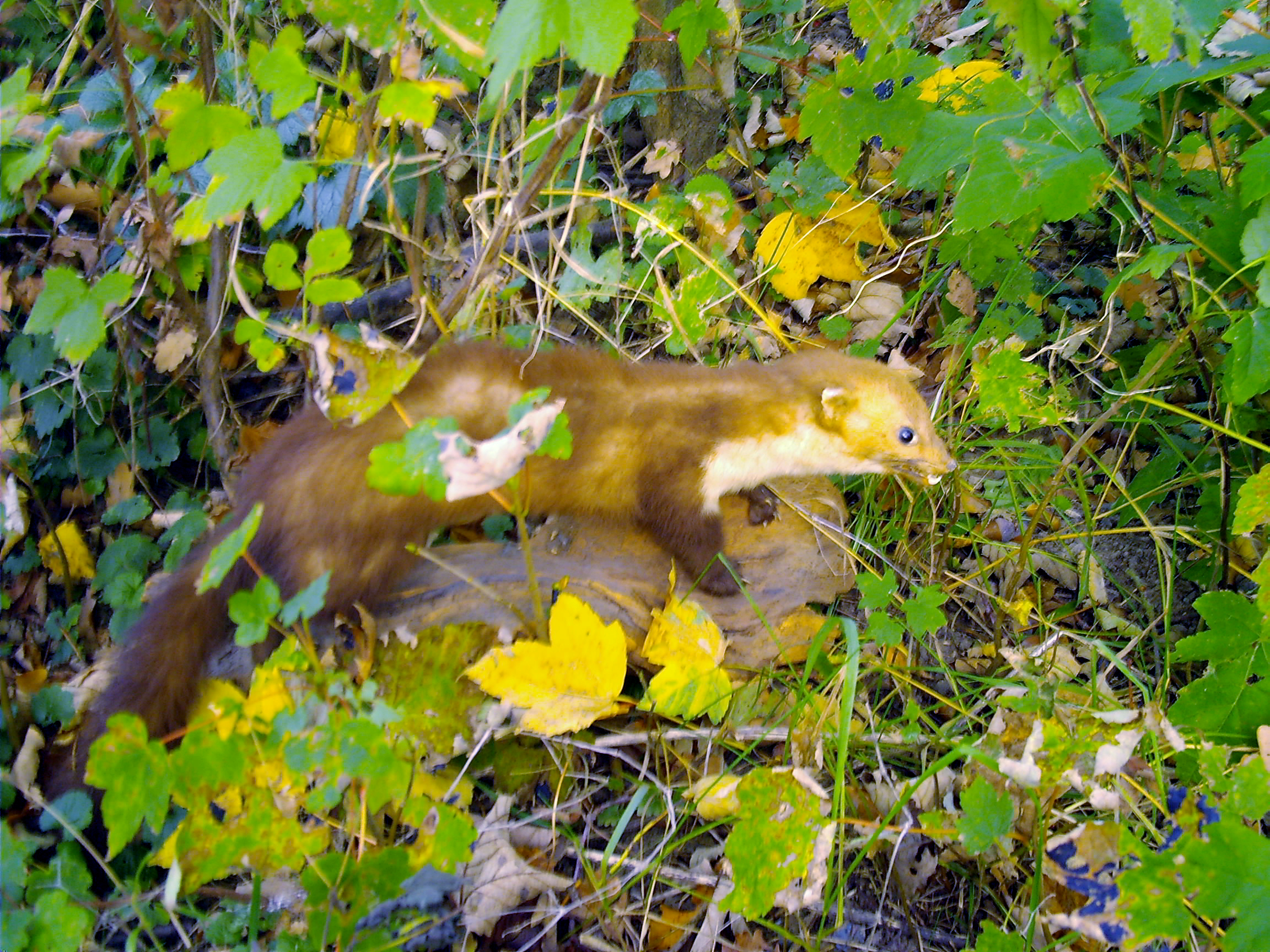
خز الزان

هناك أكثر من 260 نوعاً من اللواحم، معظمها يتغذى أساساً على اللحوم. شكل الجمجمة والأسنان لديها مميز.
- صف فرعي: شبيهة القططيات
  - الفصيلة: سنوريات
    - الفصيلة الفرعية: قطية
      - الجنس: قط (جنس)
        - قط بري Felis silvestris LC

      - الجنس: وشق
        - وشق أوراسيا Lynx lynx LC

  - الفصيلة: زباديات (civets, mongooses, etc.)
    - الفصيلة الفرعية: Viverrinae
      - الجنس: زريقاء
        - رباح شائع Genetta genetta LC
- صف فرعي: كلبيات الشكل
  - الفصيلة: كلبيات (كلاب، ثعالب)
    - الجنس: ثعلبيات
      - ثعلب أحمر Vulpes vulpes LC

    - الجنس: كلب (جنس)
      - ذئب رمادي Canis lupus LC

  - الفصيلة: ابن عرس (فصيلة) (mustelids)
    - الجنس: ابن عرس
      - قاقم Mustela erminea LC
      - ابن عرس صغير Mustela nivalis LC
      - ابن عرس أوروبي Mustela putorius LC

    - الجنس: الخز
      - دلق Martes foina LC
      - خز الصنوبر الأوروبي Martes martes LC

    - الجنس: غرير أوراسي
      - غرير أوروبي Meles meles LC

    - الجنس: قضاعية
      - قضاعة (حيوان) Lutra lutra NT

  - الفصيلة: فظيات  [لغات أخرى]‏
    - الجنس: فظ (حيوان)
      - فظ (حيوان) Odobenus rosmarus DD

  - الفصيلة: فقمة عديمة الآذان (earless seals)
    - الجنس: Cystophora
      - فقمة مقنعة Cystophora cristata VU

    - الجنس: فقمة رمادية
      - فقمة رمادية Halichoerus grypus LC

    - الجنس: فقمة قيثارية
      - فقمة قيثارية Pagophilus groenlandicus LC

    - الجنس: Phoca
      - فقمة المرفأ Phoca vitulina LC

    - الجنس: فقمة بوسا
      - فقمة حلقية Pusa hispida LC

#### صف:مزدوجات الأصابع(even-toed ungulates)

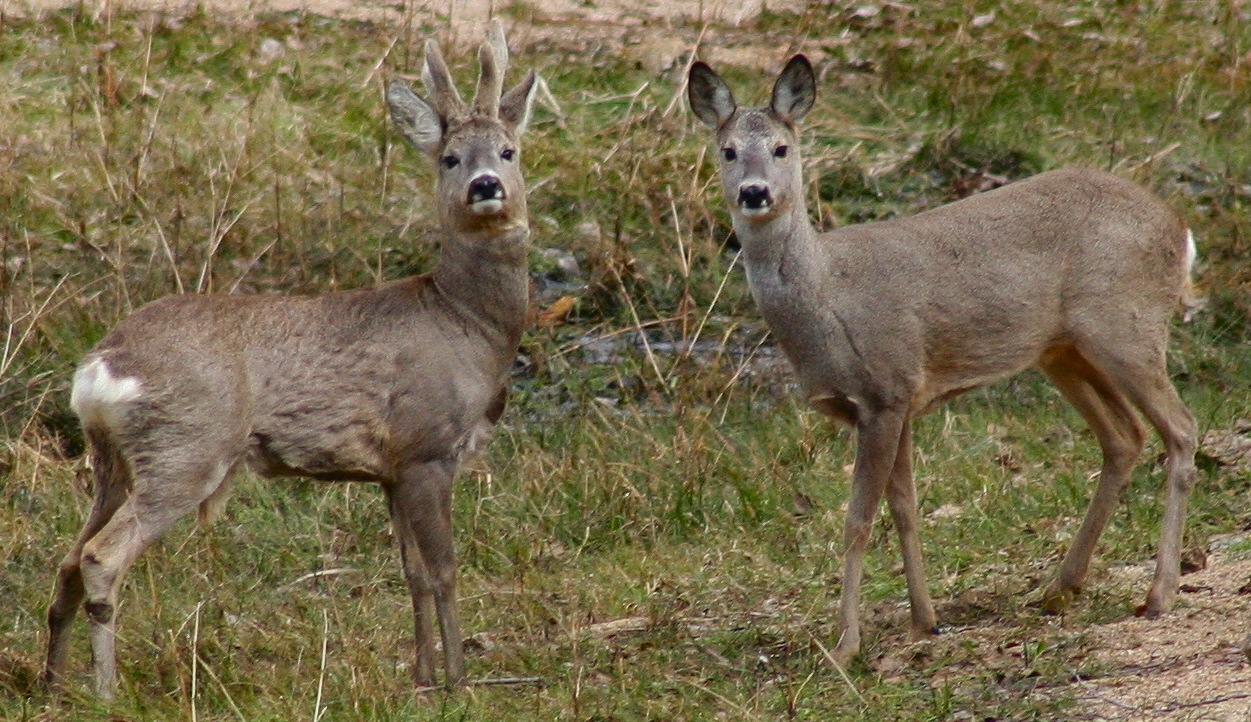
يحمور أوروبي

ذوات الحوافر متساوية الأصابع هي حافريات التي تحمل وزنها على أصابع القدم الثالث والرابع بالتساوي، بدلا من أن يحمله الإصبع الثالث كما هو الحال في مفردات الأصابع. وهناك حوالي 220 نوعاً artiodactyl، وكثير منها ذو أهمية كبيرة اقتصادية للبشر.
- الفصيلة: خنزيريات (فصيلة) (خنازير)
  - الفصيلة الفرعية: Suinae
    - الجنس: خنزير
      - خنزير بري Sus scrofa LR/lc
- الفصيلة: أيل (غزال)
  - الفصيلة الفرعية: أيائل العالم القديم
    - الجنس: أيل (جنس)
      - أيل أحمر Cervus elaphus LR/lc

  - الفصيلة الفرعية: أيائل العالم الجديد
    - الجنس: يحمور
      - يحمور أوروبي Capreolus capreolus LR/lc